# Domination (album av Morbid Angel)
Domination är det amerikanska death metal-bandet Morbid Angels studioalbum, som gavs ut den 9 maj, 1995 av både Earache Records och Giant Records.
En musikvideo har gjorts för låten "Where the Slime Live". Det har gjorts två olika omslag till fodralet. Det som skiljer de två motiven är att det ena visas i en annan vinkel. Man lade till två bonusspår från EP'n Laibach Remixes på den japanska versionen.

## Låtlista
1. "Dominate" – 2:40
2. "Where the Slime Live" – 5:27
3. "Eyes to See, Ears to Hear" – 3:52
4. "Melting" (instrumental) – 1:21
5. "Nothing but Fear" – 4:32
6. "Dawn of the Angry" – 4:39
7. "This Means War" – 3:12
8. "Caesar's Palace" – 6:21
9. "Dreaming" (instrumental) – 2:17
10. "Inquisition (Burn with Me)" – 4:34
11. "Hatework" – 5:48

- Text: David Vincent (spår 1–3, 5–8, 10, 11)
- Musik: Trey Azagthoth (spår 1–3, 6, 8–11), Erik Rutan (spår 3–5, 7, 11)

Bonusspår på den japanska versionen
1. "Sworn to the Black" (Laibach remix) – 4:16
2. "God of Emptiness" (Laibach remix) – 5:37

## Medverkande
Musiker (Morbid Angel-mdlemmar)
- Trey Azagthoth – gitarr, keyboard
- Pete Sandoval – trummor
- David Vincent – basgitarr, sång
- Erik Rutan – gitarr, keyboard

Produktion
- Bill Kennedy – producent, ljudtekniker, ljudmix
- Morbid Angel – producent
- Mark Prator – ljudtekniker
- Eric Cadieux – programmering, redigering
- Alan Yoshida – mastering
- Dan Quatrochi – omslagsdesign, foto
- Dan Muro – omslagsdesign, foto
- Frank White – foto